# Biografielijst Sv

## Sva
- Linn Svahn (1999), Zweeds langlaufster
- Gunilla Svärd (1970), Zweeds oriëntatieloopster

## Sve
- Michal Švec (1987), Tsjechisch voetballer
- Theodor Svedberg (1884-1971), Zweeds scheikundige en Nobelprijswinnaar
- Ján Švehlík (1950), Slowaaks voetballer
- Václav Švejcar (1962), Tsjechisch schilder
- Ondřej Švejdík (1982), Tsjechisch voetballer
- DJ Sven (1961), Nederlands DJ
- Emil Hegle Svendsen (1985), Noors biatleet
- Rupert Svendsen-Cook (1990), Brits autocoureur
- Thorbjørn Svenssen (1924-2011), Noors voetballer
- Anders Svensson (1976), Zweeds voetballer
- Oskar Svensson (1995), Zweeds langlaufer
- Jakov Sverdlov (1885-1919), Russisch politicus
- German Svesjnikov (1937-2003), Russische schermer
- Jevgeni Svesjnikov (1950-2021), Russisch schaker en schrijver
- Kirill Svesjnikov (1992), Russisch wielrenner

## Svi
- Aksel Lund Svindal (1982), Noors alpineskiër
- Aleksei Svirin (1978), Russisch roeier
- Pehr Evind Svinhufvud (1861-1944), Fins politicus

## Svo
- Jindřich Svoboda (1917-1942), Tsjechisch piloot, kolonel en gezagvoerder